# Anopheles insulaeflorum
Anopheles insulaeflorum is een muggensoort uit de familie van de steekmuggen (Culicidae). De wetenschappelijke naam van de soort is voor het eerst geldig gepubliceerd in 1920 door Swellengrebel & Swellengrebel de Graaf.